# Ceanothus confusus
Ceanothus confusus är en brakvedsväxtart som beskrevs av Howell. Ceanothus confusus ingår i släktet Ceanothus och familjen brakvedsväxter. Inga underarter finns listade i Catalogue of Life.